# فردا ما حرکت می‌کنیم
فردا ما حرکت می‌کنیم (فرانسوی: Demain on déménage‎) فیلمی در ژانر کمدی به کارگردانی شانتال آکرمن است که در سال ۲۰۰۴ منتشر شد. از بازیگران آن می‌توان به اورور کلمان، السا زیلبرشتاین، ژان-پیر ماریل، ناتاشا رنیه، و سیلوی تستود اشاره کرد.